# 埃纳尔·斯特伦
埃纳尔·斯特伦（挪威語：Einar Strøm，1885年3月17日—1964年9月26日），挪威男子竞技体操运动员。他曾代表挪威获得1912年夏季奥运会体操比赛男子团体自由式金牌。他于1964年在卑爾根去世。